# Oleksandr Kvachuk
Oleksandr Kvachuk (Novopokrovka, 23 de julio de 1983) es un ciclista ucraniano.

## Trayectoria
Debutó como profesional en 2004 con el equipo italiano Lampre.
A partir de 2009, su trayectoria ha ido siempre ligada a la empresa ISD, una empresa metalúrgica ucraniana. ISD ha sido patrocinador de varios equipos ciclistas a los que iba exigiendo la contratación de varios corredores ucranianos.
Así pues, en 2009, fichó por el equipo ISD-Neri para el que corrió durante dos campañas. En 2011, con la llegada de ISD al Lampre, volvió a recalar en las filas del equipo.
En 2013 y 2014 corrió para el equipo continental de su país el Kolss Cycling Team. 

## Palmarés
2005
- 3.º en el Campeonato de Ucrania en Ruta

2009
- 3.º en el Campeonato de Ucrania Contrarreloj

2011
- Campeonato de Ucrania Contrarreloj
- Campeonato de Ucrania en Ruta

## Resultados en Grandes Vueltas y Campeonatos del Mundo
| Carrera              | Carrera              | 2004 | 2005 | 2006 | 2007 | 2008 | 2009 | 2010 | 2011  | 2012  | 2013 | 2014 |
| -------------------- | -------------------- | ---- | ---- | ---- | ---- | ---- | ---- | ---- | ----- | ----- | ---- | ---- |
|                      | Giro de Italia       | —    | —    | —    | —    | —    | —    | —    | —     | —     | —    | —    |
|                      | Tour de Francia      | —    | —    | —    | —    | —    | —    | —    | —     | —     | —    | —    |
|                      | Vuelta a España      | —    | —    | —    | —    | —    | —    | —    | —     | 125.º | —    | —    |
| Mundial en Ruta      | Mundial en Ruta      | —    | —    | —    | —    | —    | 72.º | 93.º | 153.º | —     | —    | —    |
| Mundial Contrarreloj | Mundial Contrarreloj | —    | —    | —    | —    | —    | —    | —    | 52.º  | —     | —    | —    |

—: no participa
Ab.: abandono

## Equipos
- Lampre (2004-2005)
- 3C Casalinghi Jet-Androni Giocattoli (2006)
- Cinelli (2007-2008)
- ISD-Neri (2009-2010)
- Lampre-ISD (2011-2012)
- Kolss Cycling Team (2013-2014)[2]